# Monument Appelweg

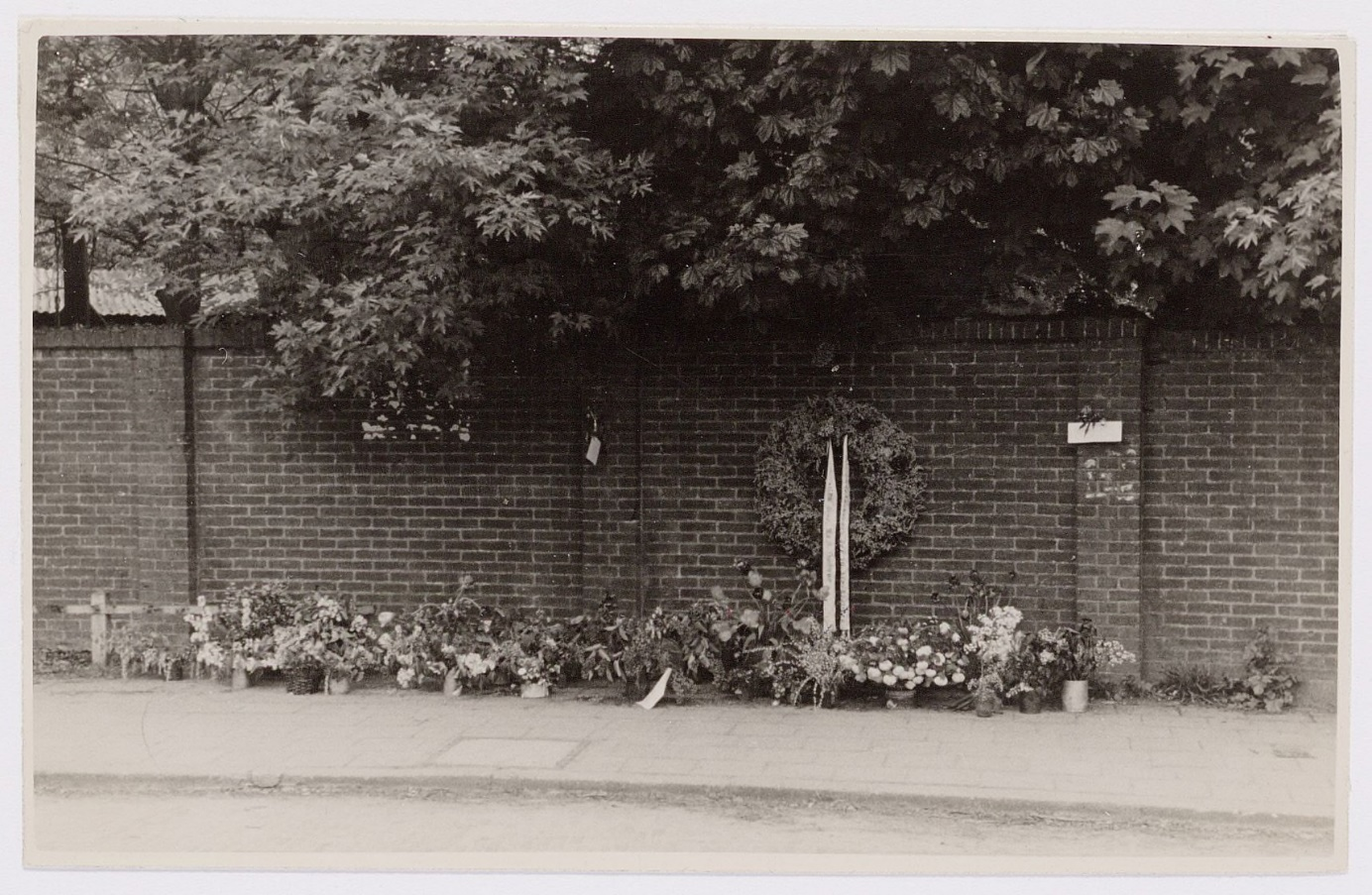
Plaats van executie aan de Appelweg, 1945

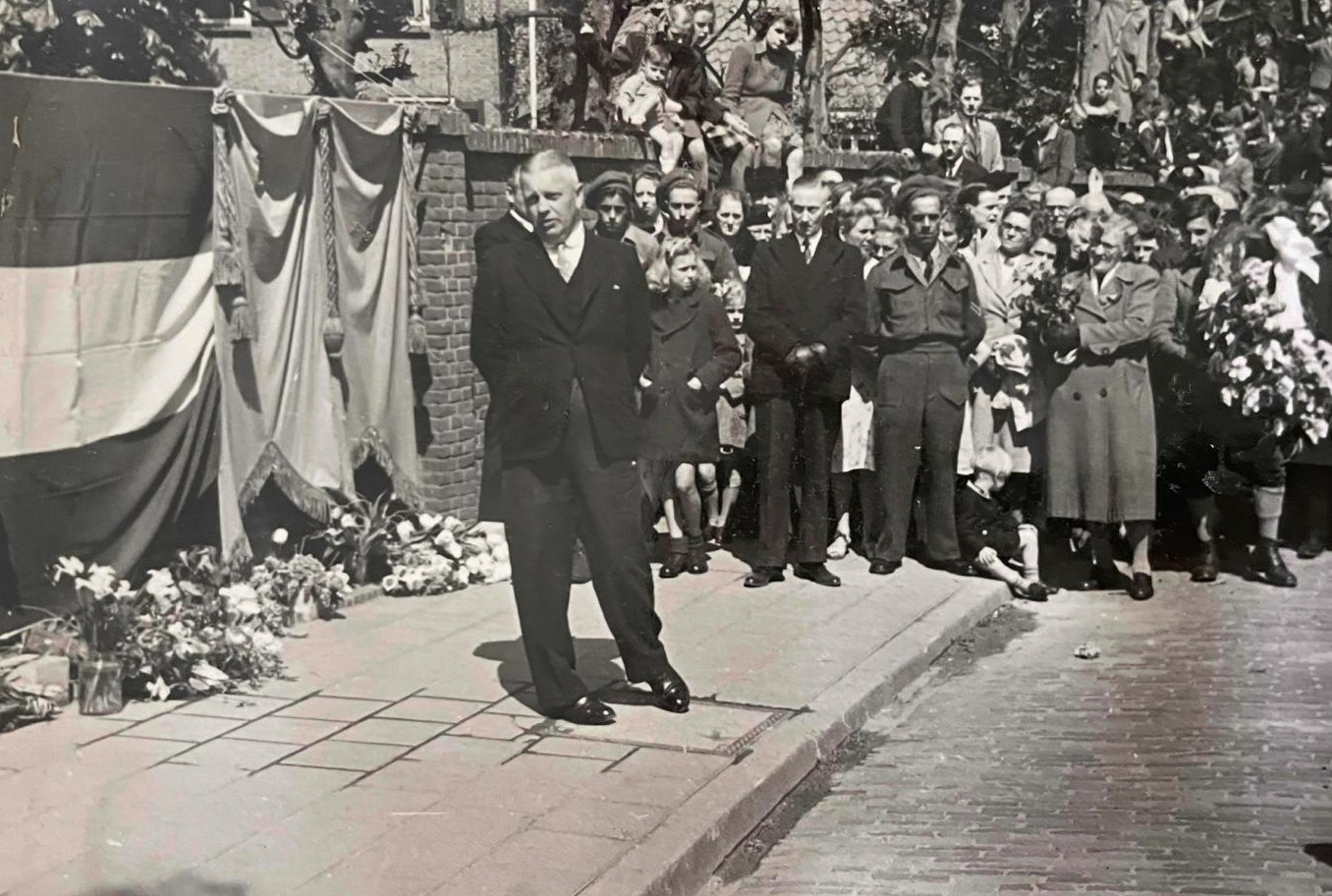
Onthulling van het monument op 4 mei 1946. Op de voorgrond Derk Wildeboer, commandant van de Binnenlandse Strijdkrachten in Ede.

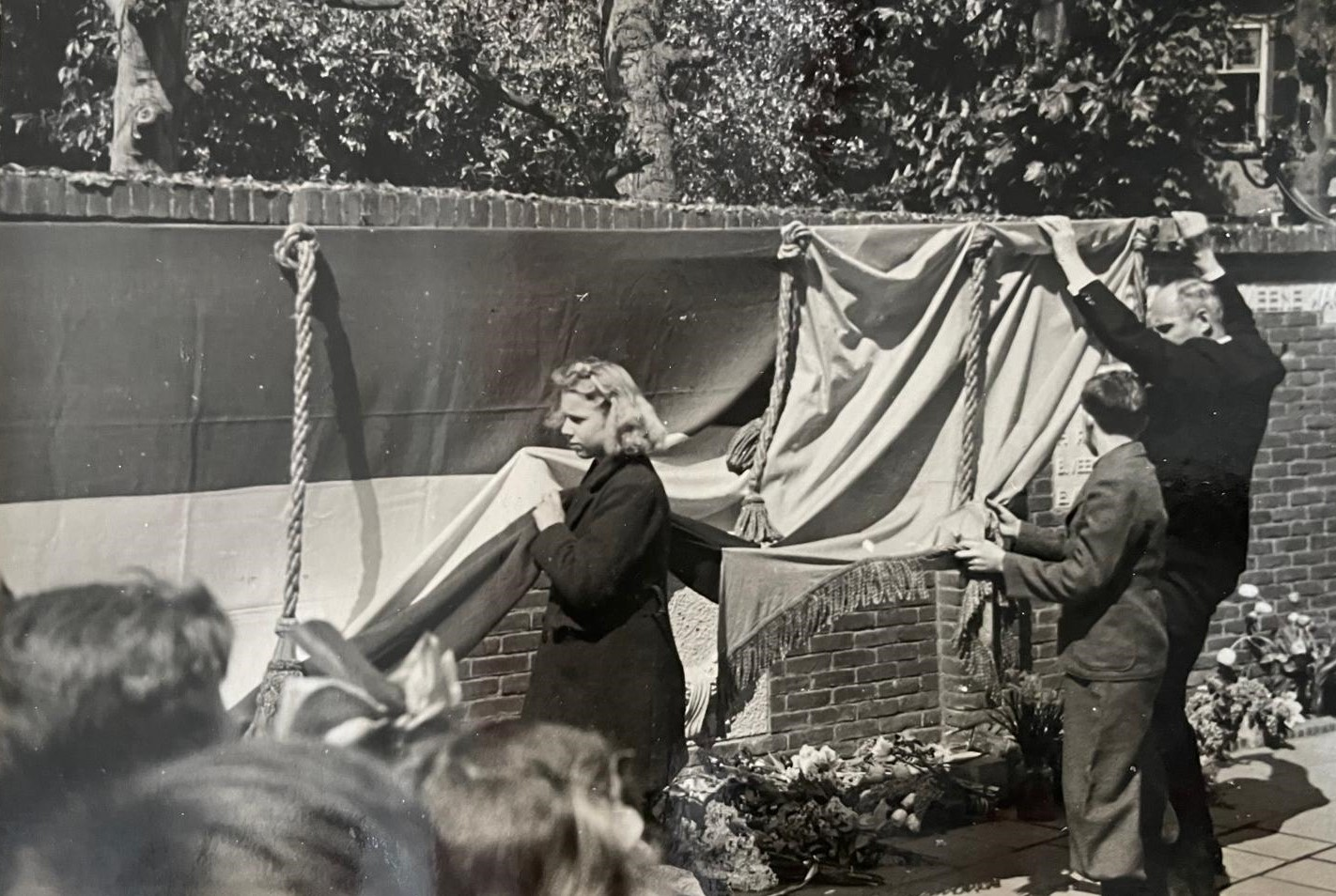
Onthulling van het monument op 4 mei 1946, door Amersfoortse schoolkinderen.

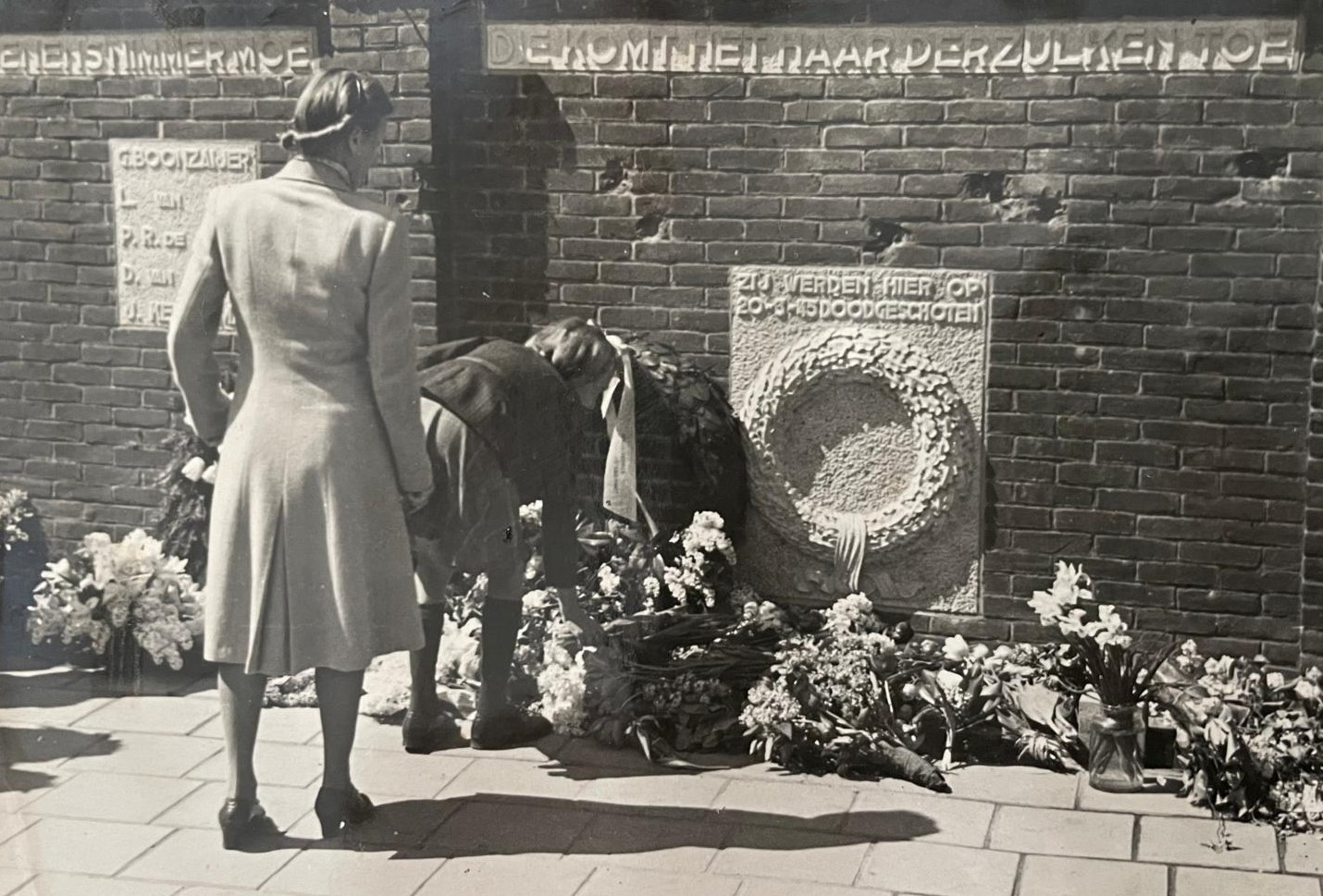
Bloemlegging door schoolkinderen na de onthulling van het monument, op 4 mei 1946.

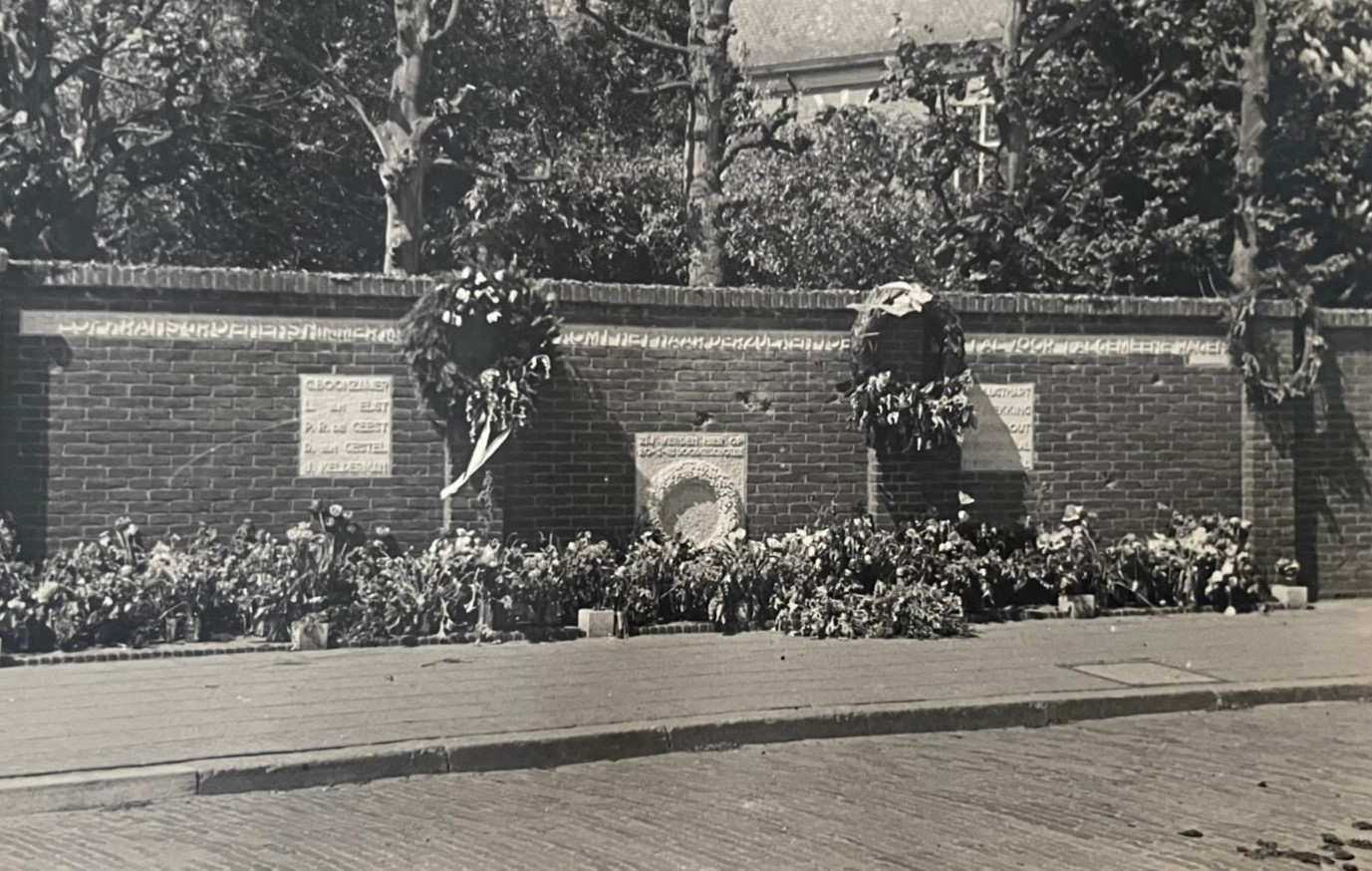
Bloemlegging na de onthulling van het monument, op 4 mei 1946.

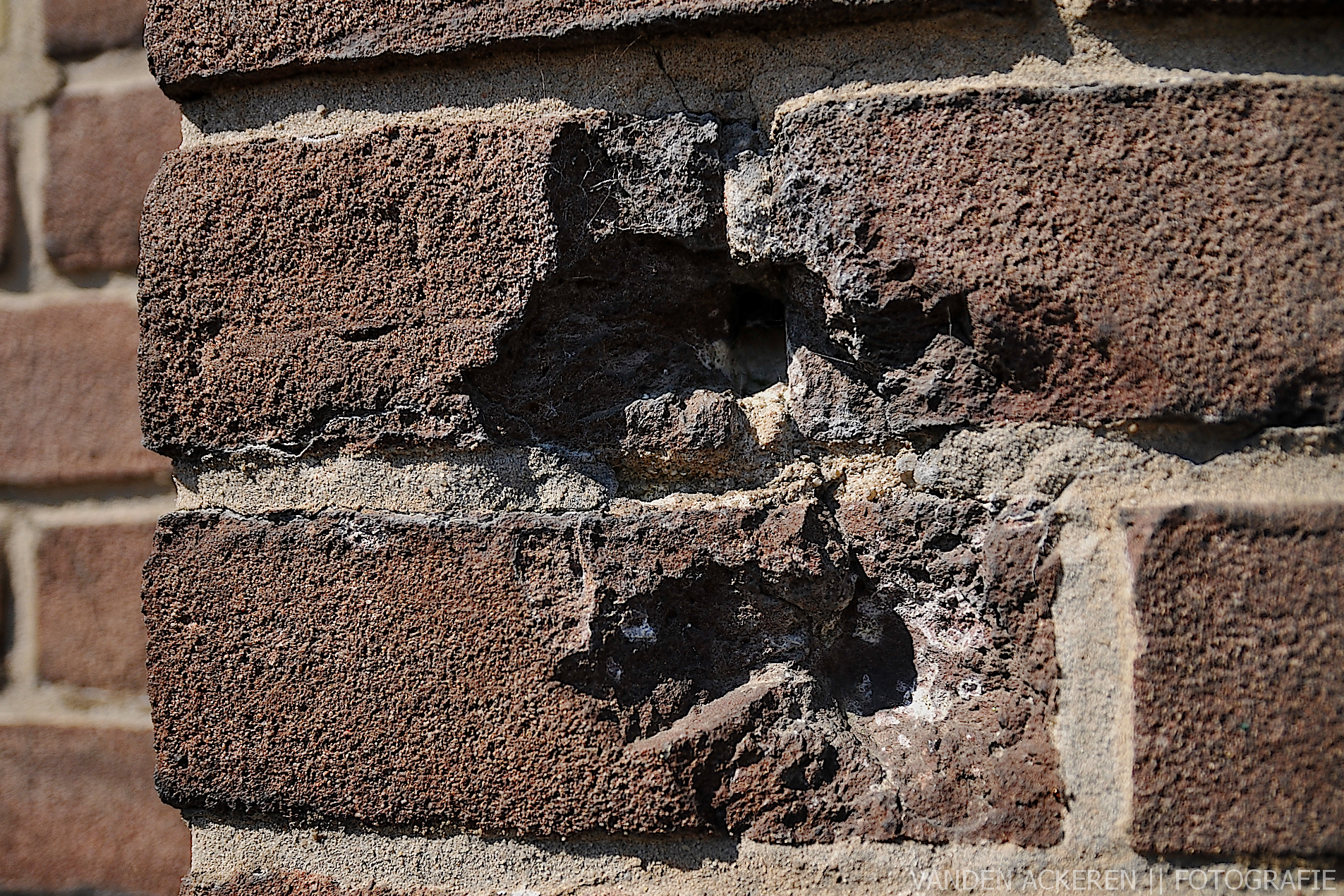
Zichtbare kogel inslagen in de muur van het Monument aan de Appelweg.

Het monument aan de Appelweg is een monument in de Nederlandse stad  Amersfoort ter nagedachtenis van de executie van tien gevangenen uit het voormalig kamp Amersfoort. Zij werden op 20 maart 1945 tegen deze tuinmuur aan de Appelweg in het openbaar door de toenmalige bezetter doodgeschoten. In de muur zijn nog de kogelinslagen te zien veroorzaakt door de fusillade. Het monument is geadopteerd door de openbare basisschool Joost van den Vondel.

## Geschiedenis
Op 20 maart 1945 werden tegen deze tuinmuur aan de Appelweg in Amersfoort tien personen in het openbaar doodgeschoten. Deze uit Ede afkomstige mensen zaten als ter dood veroordeelden (Duits: Todeskandidaten) in het kamp Amersfoort, nadat zij na afloop van een nachtelijke wapendropping bij de Keuenklep waren opgepakt. De executie gold als vergelding voor de liquidatie in de Westerstraat van de Nederlandse politieman Diederik Lutke Schipholt (lid van de Waffen-SS en gestationeerd bij de politieke dienst van de politie in Amersfoort), door verzetslid J.A. van Dam op 14 maart 1945.
Bijna direct na de bevrijding in 1945 werden er al bloemen gelegd bij de plaats van executie en reeds op 18 juni 1945 werd er door J. Schmidt een verzoek ingediend bij de directeur Openbare Werken tot het oprichten van een eenvoudig gedenkteken. Dit verzoek werd ingewilligd en de stadsarchitect David Zuiderhoek werd gevraagd een ontwerp te maken voor de gedenkplaten. In januari 1946 werd het ontwerp van Zuiderhoek goedgekeurd. Uit opvoedkundige overwegingen werd voor de financiering de schooljeugd gevraagd om een bijdrage. Het monument is onthuld op 4 mei 1946.
Naar aanleiding van de vergeldingsactie aan de Appelweg werd op 7 juni 1945 het Religieus Humanistisch Verbond (nu Humanistisch Verbond Eemland) in Amersfoort opgericht. 

## Beschrijving
Het monument aan de Appelweg in Amersfoort is een uit rode baksteen opgetrokken gedenkmuur met drie ingemetselde plaquettes van witte natuursteen. Op de middelste plaat is in reliëf een lauwerkrans aangebracht. Boven de plaquettes bevinden zich drie tableaus van witte natuursteen. In de muur zijn kogelinslagen te zien.
De tekst op de middelste plaquette luidt:
ZIJ WERDEN HIER OP 20-3-1945 DOODGESCHOTEN
De twee overige platen vermelden de namen van de tien oorlogsslachtoffers:
- G. Boonzaijer[2]
- L. van Elst
- P.R. de Geest
- D. van Gestel
- J. Kelderman
- M.H. Lugthart
- J. Mekking
- F. Rombout
- B. Veenendaal
- E. Veenendaal

De drie tableaus bevatten een tekst uit Geeraerdt van Velsen van P.C. Hooft:
DE LOFKRANS GROENENS NIMMERMOE
DIE KOMT HET HAAR DERZULKEN TOE
DIE 'T AL VOOR 'T ALGEMEEN WAGEN

## Herdenking

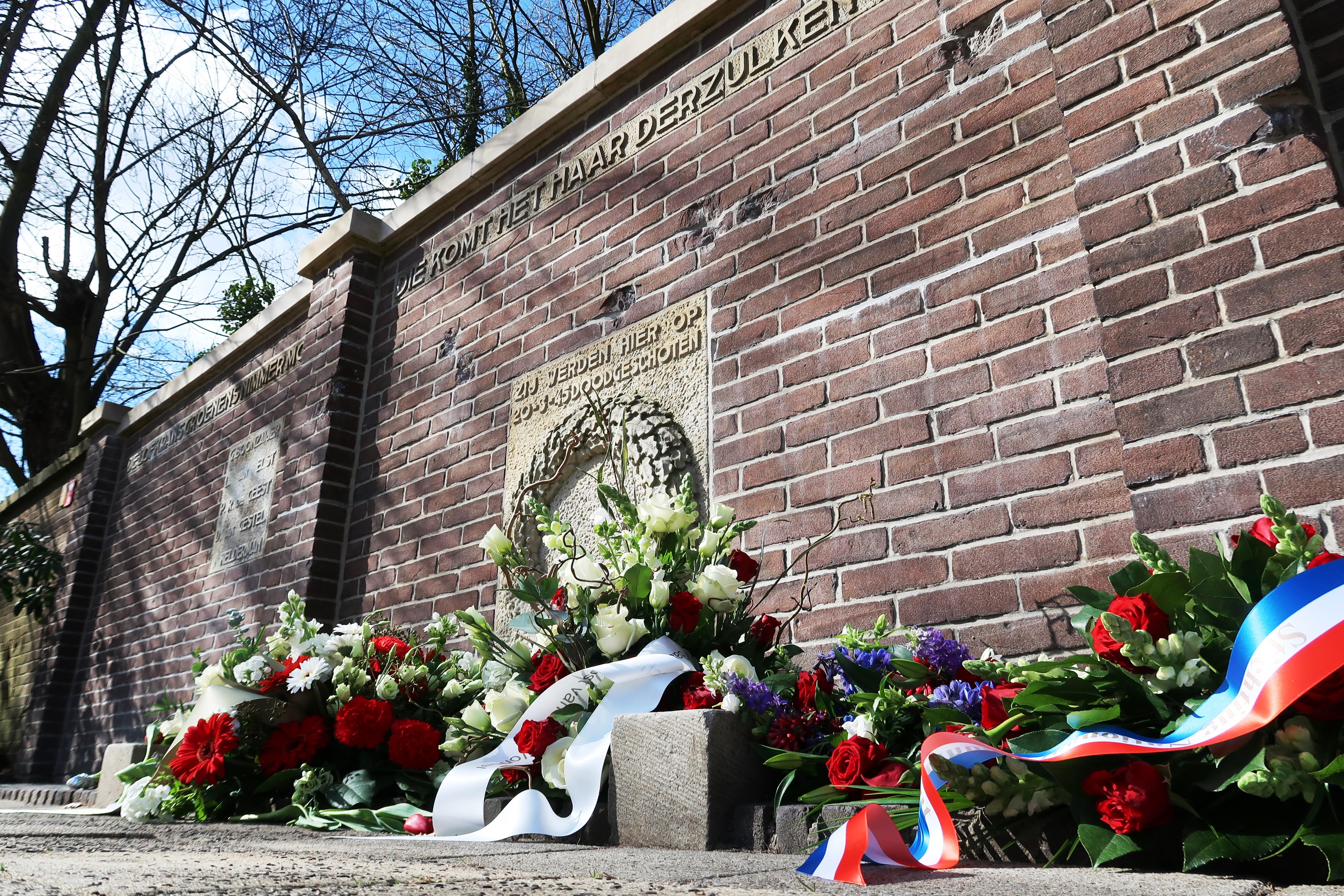
Jaarlijkse herdenking monument Appelweg

Ieder jaar wordt de fusillade op 20 maart herdacht. Hierbij lezen de kinderen uit groep 8 van de openbare basisschool Joost van den Vondel een gedicht voor. Onder de aanwezigen zijn nabestaanden en omwonenden, afgevaardigden van de gemeente Amersfoort, Kamp Amersfoort, Platform Militaire Historie Ede, Vereniging Oud-Ede, leerlingen van de Joost van den Vondelschool, ASV Daltonschool, School op de Berg en andere geïnteresseerden.